# Distrito electoral de South Osceola (condado de Polk, Nebraska)
South Osceola (en inglés: South Osceola Precinct) es un distrito electoral ubicado en el condado de Polk en el estado estadounidense de Nebraska. En el Censo de 2010 tenía una población de 1090 habitantes y una densidad poblacional de 13,16 personas por km².

## Geografía
South Osceola se encuentra ubicado en las coordenadas 41°10′37″N 97°34′38″O / 41.17694, -97.57722. Según la Oficina del Censo de los Estados Unidos, South Osceola tiene una superficie total de 82.81 km², de la cual 82.63 km² corresponden a tierra firme y (0.22%) 0.18 km² es agua.

## Demografía
Según el censo de 2010, había 1090 personas residiendo en South Osceola. La densidad de población era de 13,16 hab./km². De los 1090 habitantes, South Osceola estaba compuesto por el 98.35% blancos, el 0% eran afroamericanos, el 0.18% eran amerindios, el 0.09% eran asiáticos, el 0.18% eran isleños del Pacífico, el 0.46% eran de otras razas y el 0.73% pertenecían a dos o más razas. Del total de la población el 1.01% eran hispanos o latinos de cualquier raza.